# Marcin Nowak (piłkarz)
Marcin Dariusz Nowak (ur. 26 czerwca 1979 w Tomaszowie Mazowieckim) – polski piłkarz występujący na pozycji obrońcy.

## Kariera klubowa
Wychowanek Pilicy Tomaszów Mazowiecki. W 1995 rozpoczął karierę piłkarską w drużynie Gwarka Zabrze. Kolejnymi klubami w jego karierze były RKS Radomsko, ukraiński Wołyń Łuck, Widzew Łódź, Piast Gliwice. W Ekstraklasie zadebiutował w barwach Radomska, 22 lipca 2001 r. w meczu z Pogonią Szczecin. Od 2008 do 2010 roku był zawodnikiem Pogoni Szczecin. W czasie wiosny sezonu 2010/2011 pozostawał bez klubu. Od 2011 do 2012 roku był piłkarzem KS-u Polkowice. W sezonie 2012/2013 występował w Pogoni Siedlce. W latach 2014–2017 był piłkarzem Pelikana Łowicz. W 2017 roku został zawodnikiem trzecioligowego wówczas Widzewa Łódź. Był to dla niego powrót do łódzkiego klubu po 10 latach.